# Engelepogon chrysophora
Engelepogon chrysophora är en tvåvingeart som först beskrevs av Tsacas 1964.  Engelepogon chrysophora ingår i släktet Engelepogon och familjen rovflugor. Inga underarter finns listade i Catalogue of Life.